# Hexarrhopala apicalis
Hexarrhopala apicalis là một loài bọ cánh cứng trong họ Cerambycidae.